# Галогеніди германію
Галогені́ди герма́нію (рос. галогениды германия, англ. halides of germanium) — сполуки германію з галогенами, GeX4(Х= F, Cl, Br, I). Отримуються безпосередньо з елементів. GeF4 газ, GeCl4 рідина, GeBr4 і GeI4 тверді. Гідролізуються з виділенням HHal.
GeCl4 здатний приєднувати Cl-:
GeCl4 + [Et4N]Cl → [Et4N]2[GeCl6]
На відміну від Si, дигалогеніди Ge(ІІ) GeX2(Х = F, Cl, Br, I) стабільні, але диспропорціонують при нагріванні:
2GeX2 → GeX4 + Ge